# San Didero
San Didero (piemontesisch San Didé, frankoprovenzalisch Sen Didé, französisch Saint-Didier) ist eine Gemeinde in der italienischen Metropolitanstadt Turin (TO), Region Piemont.

## Lage und Einwohner
San Didero liegt 42 km westlich von Turin im unteren Susatal. Der Ort liegt auf einer Höhe von 430 m über dem Meeresspiegel. Das Gemeindegebiet umfasst eine Fläche von 3,28 km² und hat 503 Einwohner (Stand 31. Dezember 2023). San Didero ist Mitglied in der Bergkommune Comunità Montana Bassa Valle di Susa e Val Cenischia. Die Gemeinde besteht aus den Fraktionen (Frazioni) Leitera inferiore, Leitera superiore, Mondaniera, Toto und Volpi. 
Die Nachbargemeinden sind Condove, Bruzolo, San Giorio di Susa, Borgone Susa und Villar Focchiardo.

## Geschichte
Der Name leitet sich vom Titel der Pfarrkirche ab, der in lateinischer Sprache bereits 1065 urkundlich Ecclesia Sancti Desideri oder De Sancto Desiderio mit der Variante De Sancto Disderio lautet. Es wird zum ersten Mal in einem Dokument aus dem 11. Jahrhundert erwähnt und gehört zu den Vermögenswerten, die der Propstei von Oulx unterstanden. Seine Geschichte weist keine besonders wichtigen Ereignisse auf. 
Es bewahrt charakteristische Beispiele der lokalen Architektur. Zwischen Alt und Neu wird es von der imposanten Festung mittelalterlichen Ursprungs dominiert, dem Zentrum der Herrschaft Bertrandi. Das Herzstück der Festungsanlage ist ein massiver quadratischer Turm, der von einer alten zinnenbewehrten Mauer umgeben ist und die malerische, noch immer mit Steinen gepflasterte Hauptstraße flankiert, die durch das Stadtzentrum führt. Erwähnenswert ist auch die Pfarrkirche San Desiderio aus dem 18. Jahrhundert, die auf den Ruinen einer früheren Kirche errichtet wurde. Im Inneren befindet sich ein interessanter Mosaikboden.

## Bildgalerie

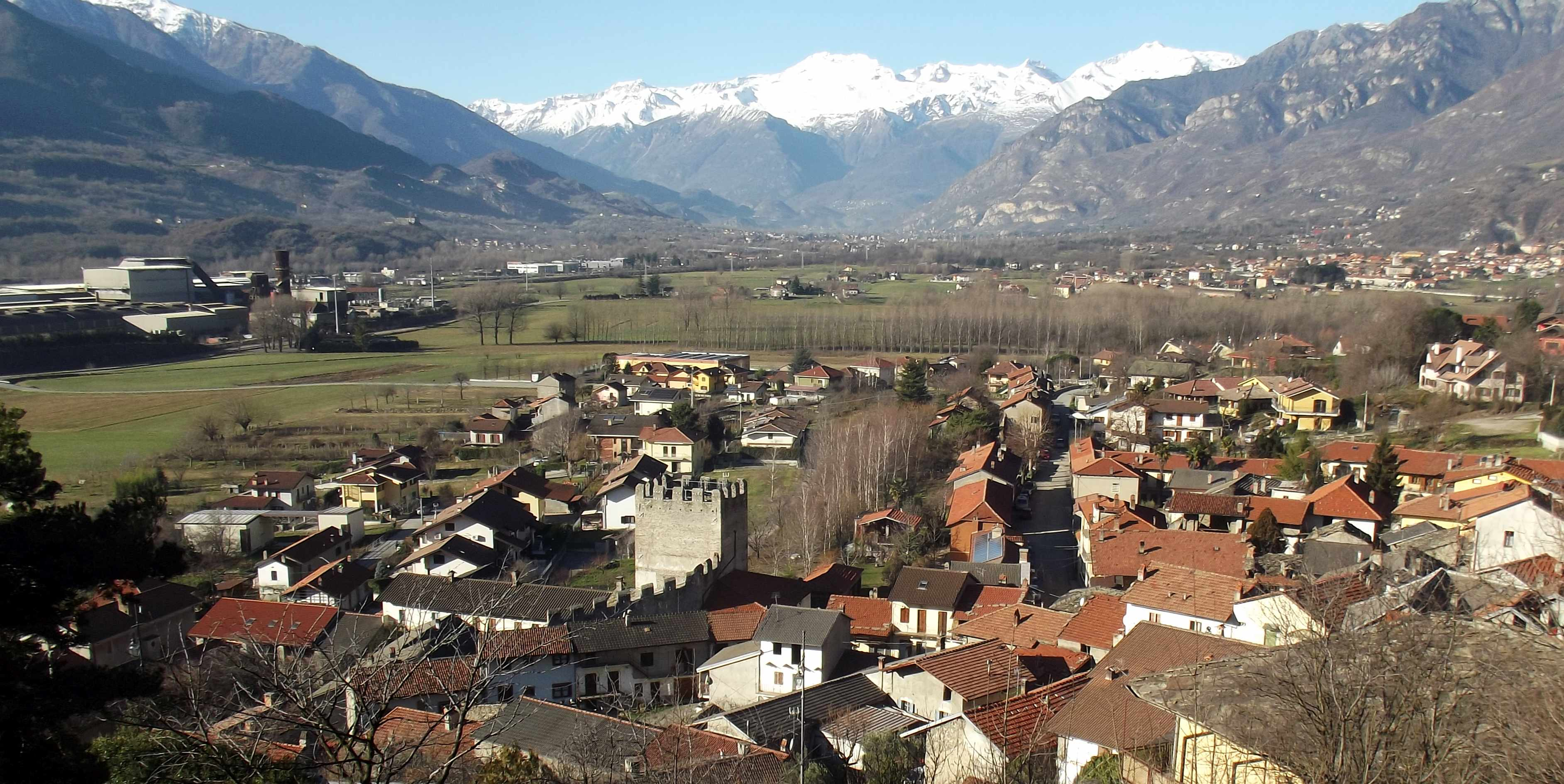
Panorama vom Dorf
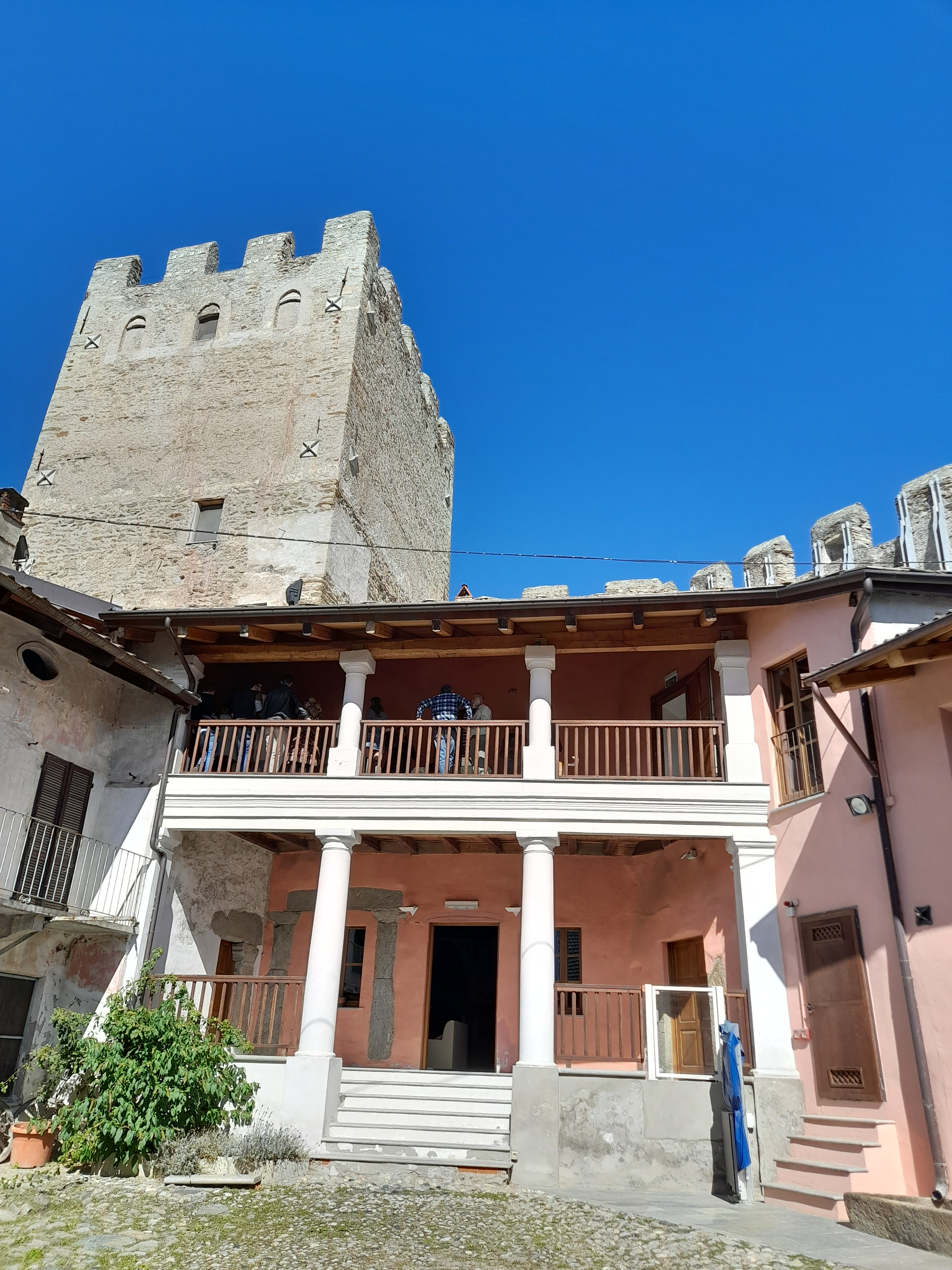
Casaforte
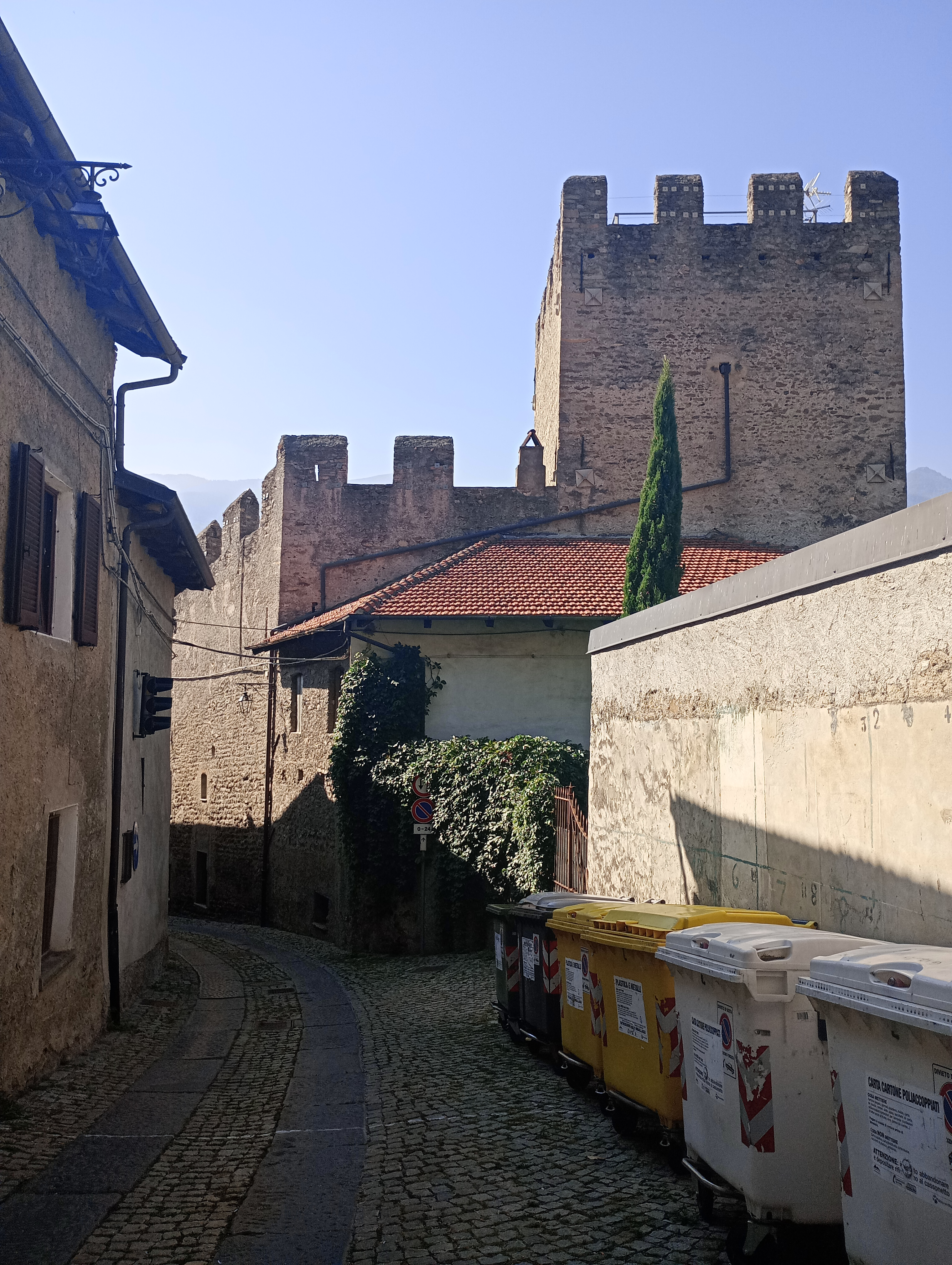
Casaforte
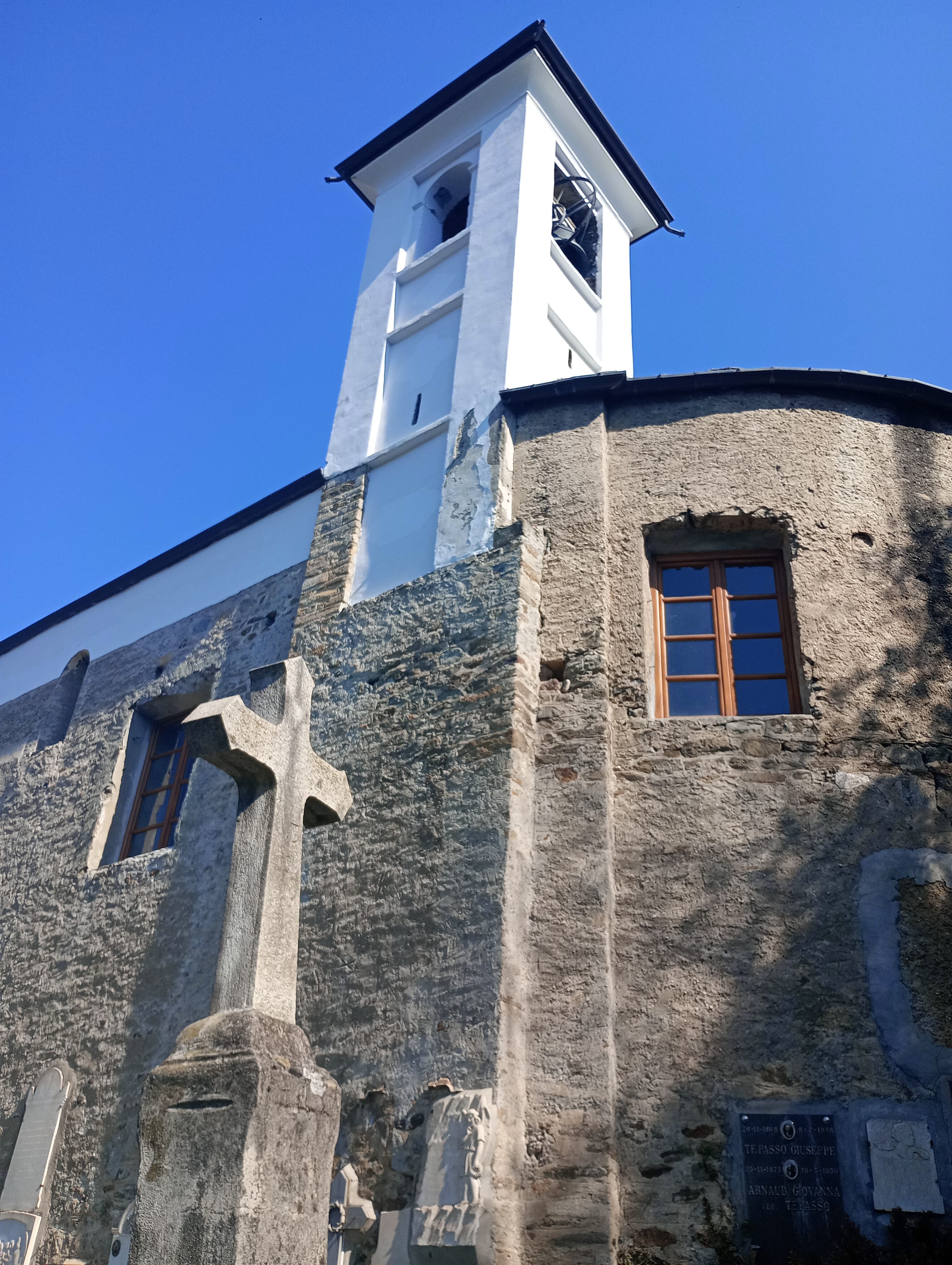
Kirche San Desiderio
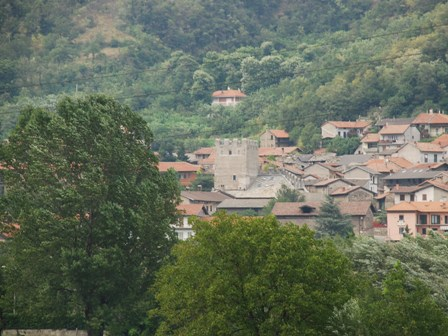
Das Dorf von Süden